# Oorlogsmonument Baarlo
Het oorlogsmonument Baarlo is een monument ter nagedachtenis aan de omgekomen Baarlonaren tijdens de Tweede Wereldoorlog. Het monument staat op de Rooms-katholieke begraafplaats van Baarlo en heeft vierentwintig plaquettes met de namen van de omgekomen personen. In het midden staat een mozaïek.
Op 5 december 1944 gebeurde er op de Baarlose Hei een ongeluk, waarbij zeven personen tegelijk om het leven kwamen. H. Janssen nam hierop een initiatief voor een monument ter nagedachtenis aan de oorlogsslachtoffers. Dit initiatief is in 1955 overgenomen door een comité. Ontwerper van het monument is Pierre van Soest.